# 輔教編
『輔教編』（ほきょうへん）は、中国北宋の仏日契嵩が、欧陽脩ら儒教を信奉し仏教に批判的な科挙官僚たちの批判に応えて記した著作である。3巻。契嵩の遺文集『鐔津文集』にも収録されている。
構成は次の通り。
- 上巻 - 原教・勧書
- 中巻 - 広原教
- 下巻 - 孝論・壇教賛・真諦無聖論

嘉祐6年（1061年）、仁宗に上奏されて、欧陽脩らに称讃された。嘉祐7年（1062年）には『正法正宗記』と同時に大蔵経への入蔵を果たし、契嵩は明教大師の号を授けられた。
日中ともに幅広く読まれ、何度か開板された。なかでも「原教」「孝論」篇の影響力は強く、明の沈士栄は『続原教論』（1385年）を著した。また、元の中峰明本や、明の憨山徳清らには、「孝論」の影響が見られ、日本でも「孝論」のみが単行で刊行されたことがあった。

## 内容
儒仏一致思想を展開し、仏教の五戒や十善は本来、儒教の五常と一致するものであると主張する。その上で、儒教が治世の教であるのに対して、仏教は治心の教であるから、治心によって初めて治世は完成されると説いている。
その一方で、仏は三世（過去・現在・未来）を対象とする点で儒に優ると主張しながらも、仏法は王法による王臣によってこそ存在し得るとも述べており、王朝に対しては全面服従の宋代的な王法仏法観を示している。

## 日本語訳
- 荒木見悟著『輔教編』（『禅の語録』14、筑摩書房, 1981年）